# Herochroma orientalis
Herochroma orientalis är en fjärilsart som beskrevs av Holloway 1982. Herochroma orientalis ingår i släktet Herochroma och familjen mätare. Inga underarter finns listade i Catalogue of Life.

## Bildgalleri

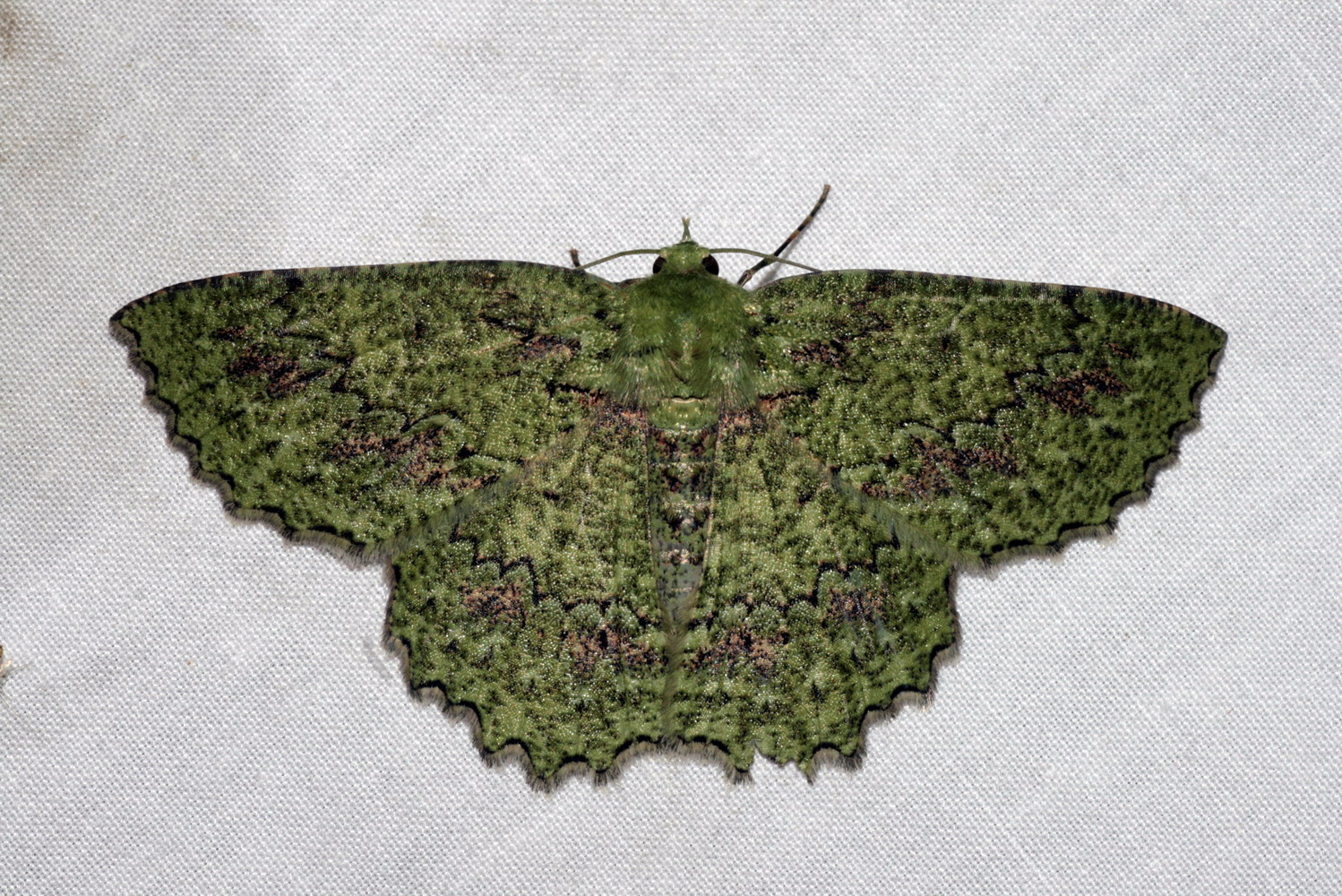
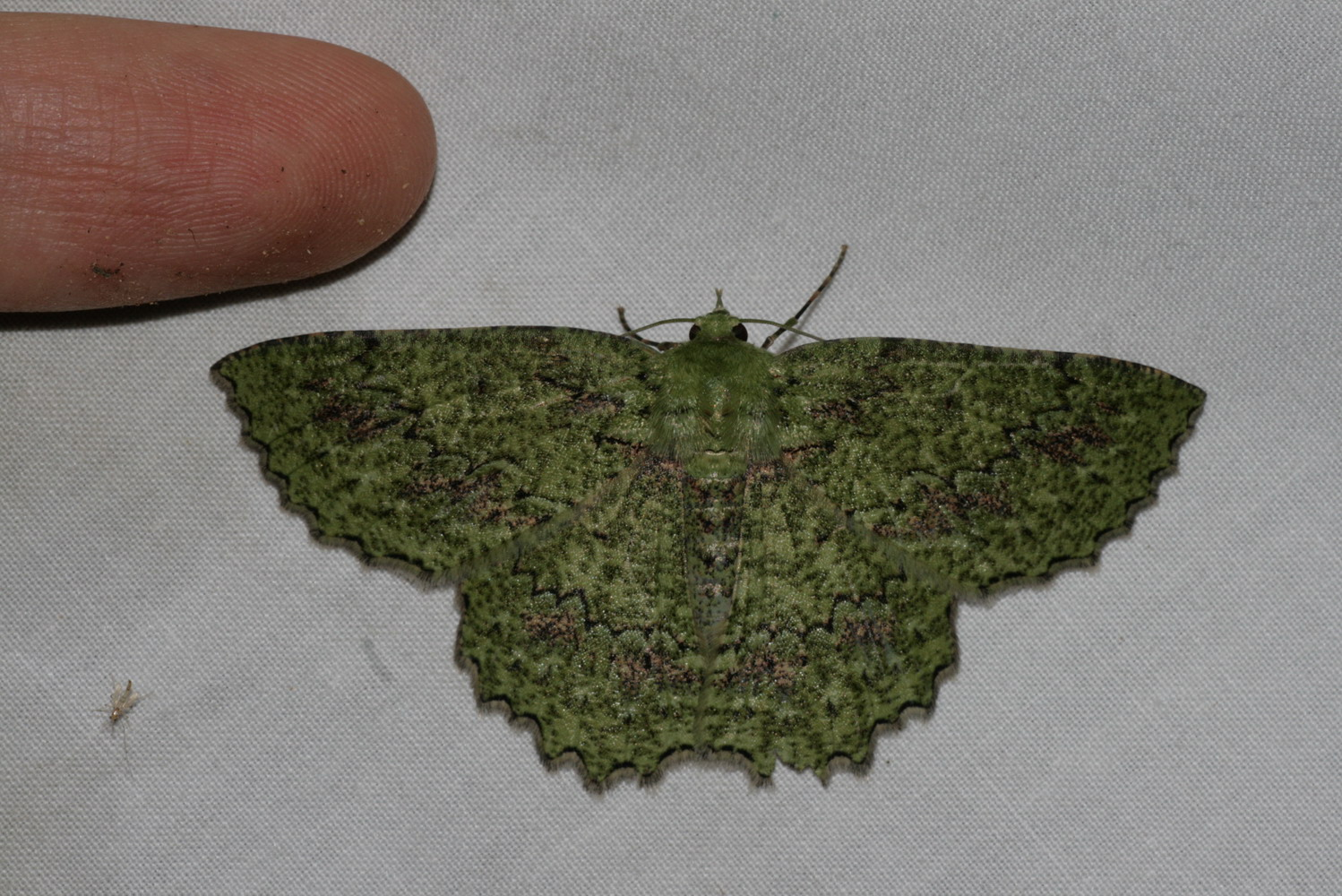